# Norberto Rodríguez

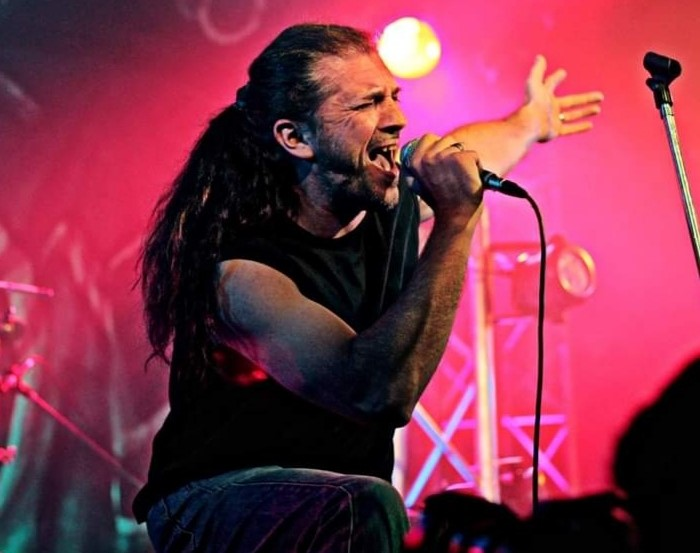
Norberto Rodriguez

Norberto Rodríguez es un cantante de heavy metal y hard rock de Argentina. Conocido por haber sido integrante de las bandas Vago, Walter Giardino Temple y Quemar.

## Trayectoria
Norberto Rodríguez, Cantante, bajista, autor y compositor argentino de hard rock y heavy metal.  Entre sus influencias se encuentran vocalistas como Robert Plant, David Coverdale y Ronnie James Dio, entre otros. En sus comienzos integró bandas de rock como Pax, China III y Madam. En 1989 Norberto Rodríguez, junto a Fabian Spataro (ex Hermética) fundan VAGO y graban dos discos y un demo: “El duelo”; “Una larga marcha” y "La Leyenda del Caminante". Con esta formación, Norberto Rodríguez se establece como bajista y cantante. Si bien es conocido por su rol como vocalista, desde sus inicios enfatiza su faceta como bajista teniendo como referencia, desde temprana edad, los trabajos discográficos de Glenn Hugh, Paul McCartney y John Paul Jones.
En 1997, tras la separación de Rata Blanca, Walter Giardino convoca a Norberto Rodriguez para formar parte de Walter Giardino Temple y graba su placa debut, incursionando como vocalista de metal clásico, además de intervenir como autor y compositor. El álbum homónimo, en el que también lo acompaña Martin Carrizo en la bateria  (A.N.I.M.A.L) fue oficialmente presentado en diciembre de 1998 con dos fechas en el Teatro Maipo de Buenos Aires. Tal fue la recepción de los fans que el material discográfico fue certificado disco de oro. A lo largo de sus presentaciones acompañaron a bandas como Deep Purple y Glenn Hughes. Hasta el día de hoy, es uno de los álbumes más recordado del hard rock de la Argentina.
Luego de desvincularse de TEMPLE en noviembre de 1999, los exintegrantes de WG TEMPLE: Norberto Rodríguez (Voz), Rubén Trombini (Bajo) y Pablo Catania (Hammond y sintetizadores) decidieron seguir unidos y formar una nueva banda llamada QUEMAR. De esta formación se desprende el disco homónimo (QUEMAR ) que incluye 10 canciones de hard rock y Heavy Metal Clásico. En esta etapa Norberto Rodriguez decide volver a las raíces más crudas del Hard Rock con influencias setentistas de Deep Purple tanto en la autoría como en las composiciones de cada tema y retorna, después de un tiempo, a su doble papel de cantante y bajista.
En 2001 integró la banda del reconocido guitarrista de música popular Luis Salinas, con el que dio una serie de shows interpretando canciones de jazz y blues. En 2005 editó su primera placa solista, titulada "Extraña Luz", con canciones eléctricas y acústicas. El disco da muestra de un abanico de ritmos, desde rock and roll, baladas, soul y rhythm and blues, siempre con un claro pulso rockero.
En 2007, Norberto Rodriguez se une a Mala Medicina (banda que surge de la idea de Guillermo Sánchez - bajista – con la intención de hacer un trabajo paralelo a Rata Blanca) y graban “A pura sangre”, el segundo material de estudio de la banda y el primero con Norberto Rodriguez como vocalista y Fernando Scarcella en bateria. En este trabajo, además de su rol como cantante, acompaña en las composiciones y autoría de los temas. 
A lo largo de su carrera, Norberto Rodríguez ha sido productor artístico de varias bandas de rock, hard rock y heavy metal nacional. Cuenta vasta historia en los escenarios - algunos de ellos teloneando a artistas internacionales como Ritchie Kotzen - además de realizar trabajos como sesionista y haciendo participaciones en discos de otras bandas. 
A partir de 2010 Norberto Rodriguez se embarca en trabajos solistas y edita una serie de discos con diferentes formaciones para cada etapa solista y proyectos:
2010 - NORBERTO RODRÍGUEZ – ARIAN: se vuelca nuevamente al Metal Clásico. Del álbum se desprende el corte de difusión con video, "El último Round". En el trabajo audiovisual participó la campeona mundial de boxeo Carolina "La Turca" Duer y el relator Osvaldo Principi
2013 – CAYMAN: Power Trio donde Norberto Rodríguez vuelve a su doble faceta de bajista y vocalista junto a Lucio Antolini en Guitarra (Ex Mala Medicina) y Rodrigo Rodriguez en batería (Norberto Rodriguez - ARIAN y Actual baterista de Norberto Rodriguez - BRONSONG - banda solista). Esta etapa se caracteriza por una mezcla de estilos que van desde el rock, Blues, country hasta el Hard rock, melodioso y potente.  Durante ese año, Norberto Rodriguez retoma con CAYMAN los shows en vivo, difundiendo los temas de su EP “Bajen de la Cruz” y promoviendo los cover de bandas que influenciaron su carrera.
2016 – ELEVEN: Power Trio que surge del encuentro entre Norberto Rodriguez - que asume nuevamente su rol de cantante y bajista - Lucas Hernández (baterista de Cuentos Borgianos) y Darío Casciaro (guitarrista de O Connor, Fabiana Cantilo y Barilari). Ese mismo año lanzan el disco "Eleven al Rock".  El espíritu de la banda trae reminiscencias de un rock más duro y crudo, con claras influencias que marcan su afinidad por Led Zeppelin. 
2019 – GALILEA: surgió como un proyecto internacional entre José Rubio (Guitarrista español de WarCry), Hugo Bistolfi (histórico tecladista de Rata Blanca durante 20 años) Norberto Rodriguez (Voz original del disco WG. Temple, vago y quemar) y el baterista Erick paz de Guatemala junto a la bajista mexicana Nisse Cuella. De este encuentro se desprende “Obra Maestra”. El material discográfico fue lanzado en 2019 a través de plataformas digitales y cuenta con la participación especial - en uno de sus 11 temas - de Marciano Cantero, vocalista de la legendaria banda Enanitos Verdes.
2022 – ACTUAL: NORBERTO RODRIGUEZ – BRONSONG:  Norberto Rodríguez se encuentra trabajando en una serie de show en homenaje a los 25 años del disco de Temple junto a su banda solista, NR BRONSONG y prepara en estudio nuevo material (junto a su banda solista y en paralelo) con una innovadora propuesta para la escena del rock argentino. Se espera que el lanzamiento sea antes de fin de año 2024.

## Vago (1990)
VAGO (Violento ataque generación olvidada) fue fundada en1989 por: Fabián Spataro (ex - Hermética ) Norberto Rodríguez en bajo y voz, y Ritchie Siebenberg (ex-Mark I) en guitarra. Juntos grabaron el demo "La Leyenda del Caminante" (1989) y el disco “El duelo” (1990) . En 1994, luego del alejamiento de Ritchie Siebenberg, se suma a la banda Hernán López y  lanzan su segundo material discográfico, “Una larga marcha”. Ambos disco fueron grabados en cinta: El duelo se distribuyó en vinilo y cassette, mientras que Una larga marcha se distribuyó en CDs Y cassette. Estos fueron de los últimos  sobrevivientes en formato análogo en una época donde lo digital comenzaba a ganar terreno. Su contenido conecta con realidades de la vida diaria del que se desprenden temas como "Espejismo", "Estamos en la mira" y "El duelo". La banda marca el inicio de la carrera de Norberto Rodríguez y fue, con  esta formación, donde se establece como profesional tanto en la composición como en su rol de bajista y cantante.         
Integrantes:
- Norberto Rodríguez - Voz / Bajo
- Ritchie Siebenberg - Guitarra (1989 - 1993)
- Fabián Spataro - Batería
- Hernán López - Guitarra (1993 - 1995)

Discografía:
- La leyenda del caminante (1989)
- El Duelo (1990)
- Una Larga Marcha (1994)
- Compilado heavy Rock & Pop (1994)

## Walter Giardino Temple (1998)
En 1997, tras la separación de Rata Blanca, Walter Giardino convoca a Norberto Rodríguez para formar parte de WG TEMPLE. Después de un año de trabajo juntos (donde ambas partes se involucran tanto en la composición como en el armado de los temas) se suma al resto de los integrantes al proyecto, y graban su placa debut. Norberto Rodríguez además de intervenir como autor y compositor, incursiona en esta nueva etapa como vocalista de metal clásico. El álbum homónimo, del que también participa Martin Carrizo en batería  (A.N.I.M.A.L) fue oficialmente presentado en diciembre de 1998 con dos fechas en el Teatro Maipo de Buenos Aires. El single promocional del disco fue Corte Porteño y se presentó junto a un videoclip donde se integró oficialmente al baterista Fernando Scarcella, luego del alejamiento de Martin Carrizo en 1999. El trabajo audiovisual se filmó en un viejo convento de lujan. Y la fotografía estuvo a cargo de  Antonio Massa (uno de los fotógrafos más reconocidos en la industria de la música tanto nacional como internacional). Tal fue la recepción de los fans que el material discográfico fue certificado DISCO DE ORO. La placa fue grabada en cinta en el mítico  Estudio Panda (cuna de los mejores discos del Rock argentino) y masterizado en EEUU. A lo largo de sus presentaciones acompañaron a bandas como Deep Purple y Glenn Hughes. Hasta el día de hoy, es uno de los álbumes más recordado del hard rock de la Argentina.
Integrantes - Formación original del disco
- Walter Giardino - Guitarra
- Norberto Rodríguez - Voz
- Pablo Catania - Teclado
- Rubén Trombini - Bajo
- Martin Carrizo - Batería

## Quemar (2000)
Luego de desvincularse de TEMPLE en noviembre de 1999, los exintegrantes de WG TEMPLE: Norberto Rodríguez (Voz), Rubén Trombini (Bajo) y Pablo Catania (Hammond y sintetizadores) decidieron seguir unidos y formar una nueva banda llamada QUEMAR. De esta formación se desprende el disco homónimo que incluye 10 canciones del genero Hard Rock y Heavy Metal Clásico. En esta etapa Norberto Rodríguez decide volver a las raíces más crudas del Hard Rock con influencias setentistas de Deep Purple tanto en la autoría como en las composiciones de cada tema y retorna, después de un tiempo, a su doble papel de cantante y bajista.  El primer disco de Quemar fue grabado en cinta, resistiéndose al impulso que venían tomando los nuevos formatos digitales, y a las nuevas formas de escuchar música. Sin embargo, por razones obvias, la banda decidió pasar el material de lo análogo a lo digital y así poder distribuirlo en formato CDs a comienzo de 2001.
Integrantes - Formación original del disco
- Norberto Rodríguez - Voz
- Pablo Catania - Teclado
- Rubén Trombini - Bajo
- Adrián Subotovsky - Guitarra
- Alejo García Guraieb - Batería

Discografía:
- Quemar (2000)
- "Grítale al camino" (EP - 2003)

## Extraña luz (2005)
En 2005,Norberto Rodriguez editó su primera placa solista, titulada "Extraña Luz". Son canciones eléctricas y acústicas que dan muestra de un abanico de ritmos, que van desde rock and roll, baladas, soul y rhythm and blues; siempre con un claro pulso rockero.
El álbum incluye los cover  "No Stranger to Love" de Black Sabath  y  "Too many tears" de Whitesnake (ambos en su versión en español) y se suma además, un tema versionado del segundo EP de QUEMAR "Grìtale al camino"
"Extraña Luz" cuenta con una extensa lista de músicos invitados y sesionistas pertenecientes a artistas de la talla de Gloria Estefan (bajista), Celia Cruz (vientos) y hasta Luis Miguel (teclados). En guitarra acompaña Sebastian Fernandez  - quien también fue productor artístico del disco - y en bateria acompaña Martin Carrizo como invitado especial en el tema "Vienen por más". El disco se grabó en los estudios Eclectic - Villa Urquiza. Actualmente se distribuye a través de plataformas digitales. 

## Mala Medicina (2007)
En 2007, Norberto Rodriguez se une a Mala Medicina (banda que surge de la idea de Guillermo Sánchez - bajista – con la intención de hacer un trabajo paralelo a Rata Blanca) y graban “A pura sangre”, el segundo material de estudio de la banda y el primero con Norberto Rodriguez como vocalista y Fernando Scarcella en bateria. En este trabajo, además de su rol como cantante, acompaña en las composiciones y autoría de los temas.
Integrantes - Formación original del disco
- Norberto Rodríguez - Voz
- Guillermo Sánchez - Bajo
- Javier Retamozo - Teclado
- Lucio Antolini - Guitarra
- Fernando Scarcella - Batería

## Norberto Rodriguez -ARIAN (2010)
En 2010, Norberto Rodríguez se vuelca nuevamente al Metal Clásico junto a su banda solista. Del álbum homónimo se desprende el corte de difusión con video: "El último Round". En el trabajo audiovisual participó la campeona mundial de boxeo Carolina "La Turca" Duer y el relator Osvaldo Principi.
Integrantes:
- Norberto Rodríguez - Voz
- Juan José Vilaseca - Guitarra
- Richard Arena - Teclado & Sintetizadores
- Mariano Passerini - Bajo
- Rodrigo Rodríguez - Bateria

## Cayman (2013)
Power Trio donde Norberto Rodríguez vuelve a su doble faceta de bajista y vocalista, junto a Lucio Antolini en Guitarra (Ex Mala Medicina) y Rodrigo Rodriguez en batería (Norberto Rodriguez - ARIAN y Actual baterista de Norberto Rodriguez - BRONSONG - banda solista). Esta etapa se caracterizó por una mezcla de estilos que van desde el rock, Blues, country hasta el Hard Rock, melodioso y potente.  Durante ese año, Norberto Rodriguez retoma los shows en vivo con CAYMAN difundiendo los temas del EP, “Bajen de la Cruz” y promoviendo los cover de bandas que influenciaron su carrera. La banda apuntó a registrar sus shows en vivo y no cuenta con material discográfico.   
Integrantes:
- Norberto Rodríguez - Voz y bajo
- Lucio Antolini - Guitarra
- Rodrigo Rodriguez - Bateria

## Eleven (2016)
Power Trio que surge del encuentro entre Norberto Rodriguez, que asume nuevamente su rol de cantante y bajista, Lucas Hernández (baterista de Cuentos Borgeanos) y Darío Casciaro (guitarrista de O Connor, Fabiana Cantilo y Barilari) . Ese mismo año lanzan el disco “Eleven al Rock”. El espíritu de la banda trae reminiscencias de un rock más duro y crudo, con claras influencias que marcan su afinidad por Led Zeppelin.  
Integrantes
- Norberto Rodríguez - Voz y bajo
- Dario Casciaro - Guitarra
- Lucas "Gato" Hernández - Bateria

## Galilea (2019)
surgió como un proyecto internacional entre José Rubio (Guitarrista español de Warcry), Hugo Bistolfi (histórico tecladista de Rata Blanca durante 20 años) Norberto Rodriguez (Voz original del disco WG. Temple, vago y quemar) y el baterista Erick Paz de Guatemala junto a la bajista mexicana Nisse Cuella. De este encuentro se desprende “Obra Maestra”. El material discográfico fue lanzado en 2019 a través de plataformas digitales y cuenta con la participación especial - en uno de sus 11 temas - de Marciano Cantero, vocalista de la legendaria banda Enanitos Verdes.
Integrantes:
- Norberto Rodríguez - Voz
- Hugo Bistolfi - Teclado
- Jose Rubio - Guitarrista
- Nisse Cuella - Bajista
- Erik Paz - Batería

## Norberto Rodrìguez - BRONSONG (2022)
Norberto Rodríguez se encuentra trabajando en una serie de show en homenaje a los 25 años del disco de Temple junto a su banda solista, NR BRONSONG y prepara en estudio nuevo material (junto a su banda solista y en paralelo) con una innovadora propuesta para la escena del rock argentino. Se espera que el lanzamiento sea antes de fin de año 2024.   

## Otras Participaciones
Norberto Rodríguez ha trabajado como artista invitado y sesionista en numerosas ocasiones, tanto en tributos y recopilaciones como en Shows en vivo para distintas bandas.
2001 - Tributo a Deep Purple. Sueños Purpura Homenaje a Deep Purple - Album (2001) - Tema: Stormbringer
2002 - Tributo a los Reyes del Metal - Compilado  (2002) - Quemar con Daniel Telis - Tema: Pictures Of Home
2002 - Tributo a J.R.R Tolkien. Songs Of The Ring - Album (2002) - Tema: Jinetes Negros
2003 - Tributo a Iron Maiden. Piece of Madness - Album (2003) - Quemar - Tema: Prowler
2010 - Gusano's Hellmachine. Never Stop Fighting - Album (2010) - Tema: Incondicional
2011 - Tributo a Deep Purple. Sueños Purpura II - Album Digital (2011) Tema: Mary Long y Smoke On The Water
2012 -Doble Eje - Album (2012) Temas: Motor Candente, En Mi Infierno, Libre, Cree, La Oscuridad y  Asesino 
2012 - Irreal. Norberto, Mario Ian y Gabriel Marian (2012) Tema: Burn
2012 - Mark 1 Memento - Tributo a Dio Vol 1 - Album Digital (2012) Tema: Holy Diver
2013 - For Everness. Si Solo Tu - Single Digital (2013) Tema: Si Solo Tu
2014 - Ricardo Gutierrez. Quien Desgarra - Album - Produccion Independiente (2014) Temas: Quien Desgarra, Alma De Bar, Ilucion, En Mis Venas y Rosa De 4 Espinas
2015 - Oscura Tentación. Cronovisor - Album (2015) Tema: Clave De Boveda
2015 - Tributo A Whitesnake. Walking In The Shadow Of The Snake - Album (2015) Tema: Too Many Tears
2016 - Adrian Subotovsky. Subotango - Album (2016) Tema: Amutuy
2017 - Vertebral - Frente Al Mundo - Album (2017) Temas: Oscuridad, Despertar, Cristal Negro, Sin Temor y Frente Al Mundo
2020 - Martin Ocampo. Nueva Era - Album Digital (2020) Tema: Renacer
2020 Patricio Capellino - Sigue Adelante - Single Digital (2020) Tema: Sigue Adelante
2021 - Miguelillo & U.D.R. Unión De Razas - Album Digital (2021) Tema: Virtual Mundo.